# Roger Van Gool
Roger Van Gool (* 1. Juni 1950 in Nieuwmoer) ist ein ehemaliger belgischer Fußballspieler.
Roger Van Gool ging als erster „Millionen“-Einkauf in die Geschichte der Fußball-Bundesliga ein. Er wechselte 1976 für eine Million DM vom FC Brügge zum 1. FC Köln. Der Transfer war zugleich auch eine Sensation, da der FC Brügge zu damaliger Zeit als europäischer Spitzenklub galt. Der dribbelstarke Rechtsaußen wurde sogleich Publikumsliebling in Köln und hatte bis 1980 96 Bundesligaeinsätze, bei denen er 28 Tore erzielte. Diese Jahre waren zugleich auch die erfolgreichste Zeit des Kölner Klubs. Unter Trainer Hennes Weisweiler zählte Van Gool zum Stamm jener Mannschaft, die 1978 Deutscher Meister und zweimal DFB-Pokalsieger wurde und 1979 das Halbfinale im Europapokal der Landesmeister gegen Nottingham Forest erreichte. Nachdem er die Saison 1983/84 vereins- und arbeitslos im kleinen Dorf Flaux in der Nähe von Nîmes verbracht hatte, ließ er seine Karriere als Aktiver in seiner Heimat bei Sportkring Sint-Niklaas ausklingen.

## Statistik
- 7 Länderspiele für Belgien
- 1. Bundesliga
  - 96 Spiele; 28 Tore
- DFB-Pokal
  - 16 Spiele; 7 Tore
- Europapokal der Landesmeister; Europapokal der Pokalsieger; UEFA-Pokal
  - 15 Spiele; 4 Tore

## Erfolge
- 1976 UEFA-Cup-Finale
- 1977 DFB-Pokal-Sieger
- 1978 Deutscher Meister
- 1978 DFB-Pokal-Sieger